# Дура-Европос

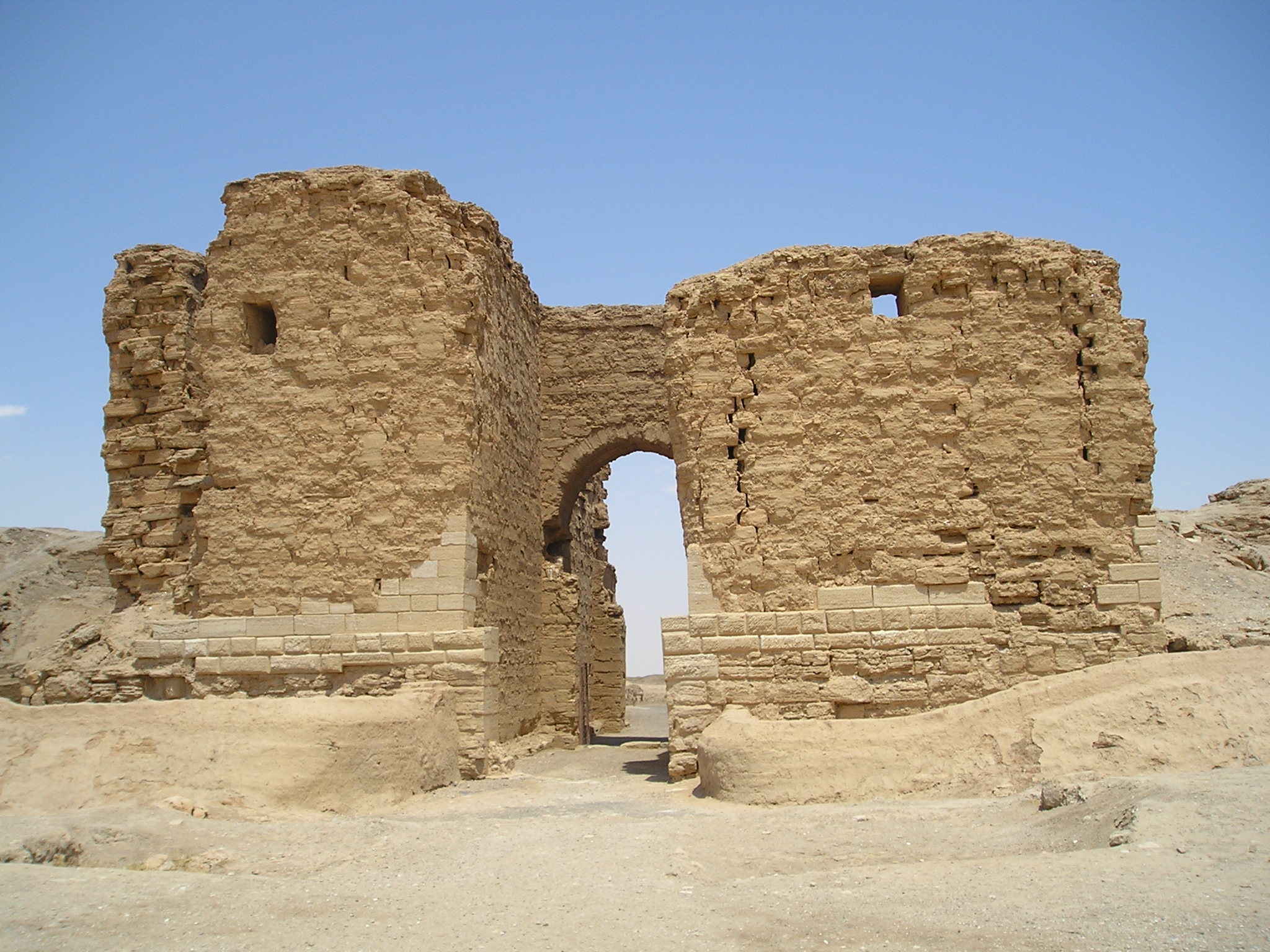
Пальмірська брама Дура-Европос, головний вхід до міста

Дура-Европос (грец. Δούρα Ευρωπός) — античне місто на Євфраті (поблизу сучасного Калат-ес-Саліх в Сирії), що існувало приблизно з 300 року до н. е. до 256 року. У наш час місто стало відоме у зв'язку з археологічними знахідками та добре збереженими стародавніми фресками. Дура арамейською означає «фортеця».

## Історія міста
Місто було засноване царем Селевком I Нікатором близько 300 до н. е. серед багатьох інших та проіснувало близько 550 років. Приблизно в 100 до н. е. перейшло під владу Парфянського царства, а з 165 року — Риму. У римський час Дура-Европос був великим торговим центром, і більшість археологічних знахідок належать саме до цього періоду часу. 256 року захоплене військами Сасанідів та покинуте жителями.
Селевк, діадох Олександра Македонського, вибрав для поселення своїх солдатів занедбану ассирійську фортеця на дорозі з Дамаска в Межиріччі і дав їй ім'я на честь одного з македонських міст, Европос. Складене слово Дура-Европос стала назвою міста вже у наш час. Фортеця стояла на високому березі середнього Євфрату, захищена з тр'ьох сторін крутими схилами, а четверта сторона, протилежна від річки, прилягає до пустелі й була обнесена довгим прямим муром з вежами. Розміри міста становлять приблизно 700 на 1000 м.
Місто було регулярно сплановане (прямо пересічні вулиці) ще в епоху селевкідів. До цього часу належать агора, залишки храмів, цитадель. Пізніше цивільне населення стало превалювати в поселенні, з фортеці воно перетворилося в містечко, що виросло навколо ринкової площі. Однак населення можна назвати цивільним лише відносно, у воєнний час землероби вставали до зброї (так звані клерухи). Соціально жителі поділялися за родами, як і в Македонії. Земля клерухам давалася в довічну оренду за їхню службу чи службу їхніх дітей, залишаючись власністю правителя.
Місто мало етнічно змішане населення: верхівка мала греко-македонські коріння, більшість населення становили сирійці, араби, євреї, представники іранських племен. Місто керувалося за грецьким звичаєм, радою з найвпливовіших громадян-греків. Решта населення в повсякденному житті підпорядковувалися грецькими законами, але панували над законами укази правителя, який тримав у місті стратега — представника виконавчої влади.
Після захоплення Дура-Европос парфянами в буденному житті міста сталося небагато змін, хіба що посилився східний вплив у греко-македонських сім'ях, де стали практикуватися шлюби між близькими родичами. Від парфянского часу збереглися палац, руїни численних храмів (Баала, Артеміди-Нанайі, Атаргатис, Зевса Кюріосом, Зевса Теоса, «Пальмірські боги») з фресками та рельєфами.
До римського часу належать укріплення, терми (лазні), храми, у тому числі християнська церква, синагога та храм Мітри — всі три з унікальними розписами. Синагога Дура-Европос була побудована 244 року, всього за 10 років до захоплення міста Сасанідами, спадкоємцями перської держави Ахеменідів. Християнська церква та синагога розміщувалися поряд з міським муром, при будівництві укріплень їх засипали всередині піском, перетворивши на частину укріплень, таким чином до нашого часу під піском збереглися неушкоджені рідкісні фрески на біблійну тему, у той час, як саме покинуте місто за століття зруйнувалося.
Запекла облога залишила сліди у місті. Перси (Сасаніди) звели великий земляний насип-пандус, по якому штурмували міський мур. Одночасно нападники копали під стінами підземний хід. Римляни, у свою чергу, прокопали свій хід, і внаслідок підземної сутички в ходах залишилося чимало трупів римських солдатів. Мур міста осів у місці підкопу, але загалом устояв. Обвалилася одна з веж, поховавши під собою, і, водночас зберігши для майбутніх археологів, предмети римського озброєння.

## Археологічні розкопки

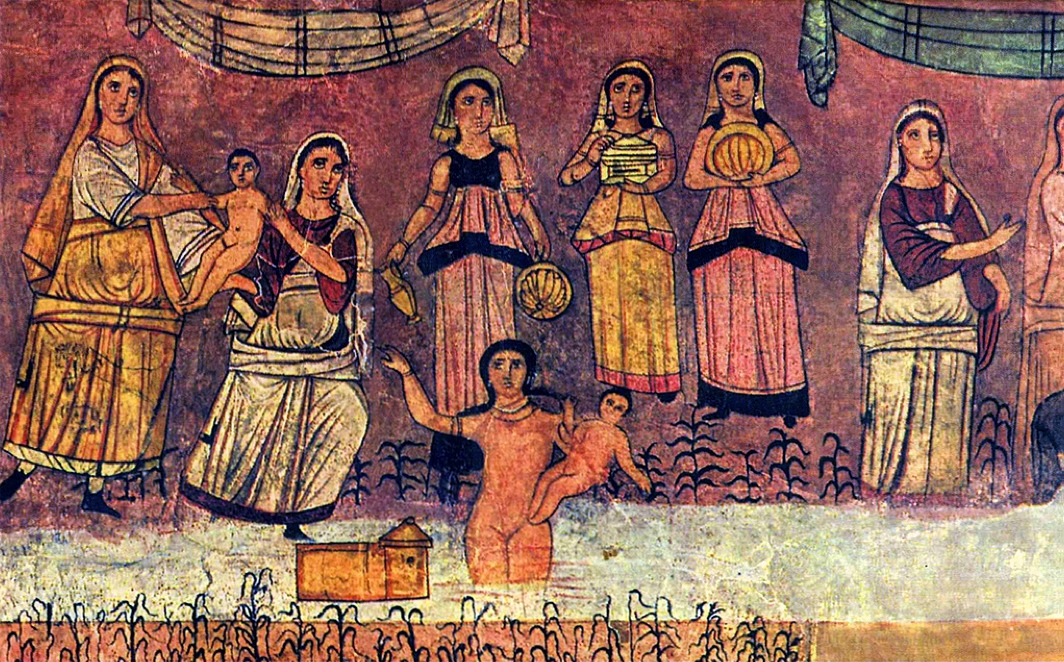
Фреска з синагоги в Дура-Европос, що зображає біблійний сюжет з немовлям Мойсеєм

Про існування Дура-Европос було відомо довгий час лише з письмових джерел. У квітні 1920 року солдати-індуси під командуванням капітана Мерфі з розміщених на Близькому Сході англійських військ копали траншею біля невідомих руїн. Арабські племена в тих краях незадовго до того підняли збройне повстання, сподіваючись досягти незалежності на уламках Оттоманської імперії. Випадково під піском відкрилися прекрасно збережені розписи на стіні, що зображали сирійського священика. Так була знайдений Дура-Европос.

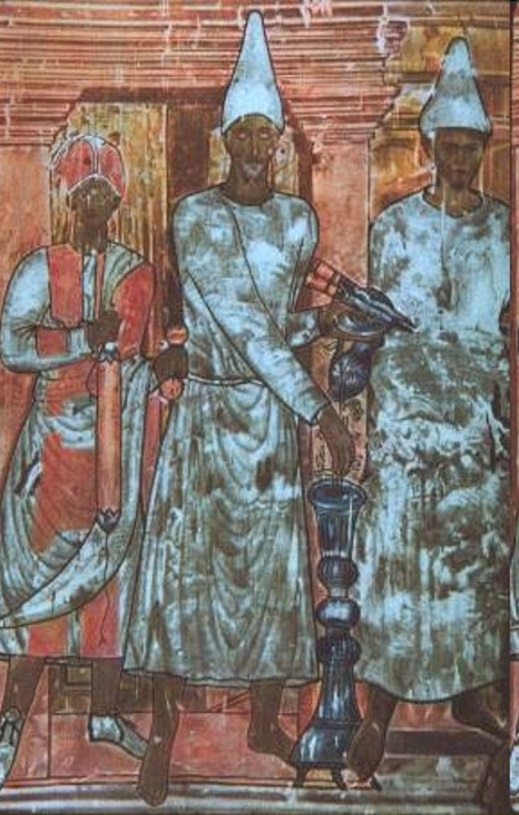
Фреска із сирійського храму в Дура-Европос

Одразу ж почалися офіційні розкопки місця французькими та американськими археологами, але незабаром були згорнуті через неспокійну ситуацію в зв'язку з національно-визвольною боротьбою. Перші археологічні знахідки було доправлено в Лувр. В 1930-х роках місто досліджувалося експедицією, що фінансувалася Єльським університетом (США), роботи тривали до початку Другої світової війни. Найважливіші знахідки було зроблено під керівництвом уродженця Житомира, історика М. І. Ростовцева, який емігрував до Америки одразу після революції. Після війни розкопки поновилися лише 1986 року.
Крім численних залишків пам'яток архітектури, розписів на стінах найдавнішої синагоги, унікальних предметів античного озброєння (на кшталт лускатого кінського обладунку), знайдені документи грецькою, латинською, арамейською та іншими мовами. Збереглися також руїни достатньо скромної за розмірами, але найстарішої з відомих християнських церков.
Стіни синагоги з фресками реконструйовані в музеї Дамаска, на місці залишилися лише руїни стін, храмів та фортеці. Письмові документи зберігаються в Галереї Мистецтв Єльського університету.